# Marionnaud
Pour l’article ayant un titre homophone, voir Marionneau.
Marionnaud est une chaîne de parfumeries française, fondée par Bernard Marionnaud.

## Historique

Ancien logo de Marionnaud

Bernard Marionnaud (1934-2015) ouvre sa première parfumerie à Clamart en 1958, puis étend son réseau à une quinzaine de points de vente.
En 1984, une petite boutique de parfums « délabrée » est reprise par Marcel Frydman et un ami pour tromper l'ennui de leurs épouses. L'équipe triple le chiffre d'affaires en un an grâce à des prix réduits : « du jamais-vu dans la profession ». À partir de 1986, Marcel Frydman achète personnellement de nombreuses parfumeries qui conduisent à une expansion continue. En 1996, l'entreprise acquiert Bernard Marionnaud SA, discounter de parfums qui est deux fois plus gros, mais en difficultés financières. Le nombre d'implantations double ainsi d’un seul coup et la chaîne compte 48 magasins. En 1997, tous les magasins adoptent la marque Marionnaud,.
Le retour aux bénéfices permet à Marcel Frydman d'introduire Marionnaud en bourse sur le second marché en juillet 1998,. La même année, l'enseigne est le premier distributeur à proposer à ses clients un programme de fidélité : la Carte Marionnaud[réf. nécessaire].
En 2000, sont acquises les sociétés Alrodo, Europarfums et Parfumerie Principale, permettant à Marionnaud de s'installer en Suisse. En 2001, entrée en Autriche avec l'acquisition de 52 « Impo-Parfumeries » et 35 « Holzer-Parfumeries »[réf. souhaitée].
En juin 2001, un mois après avoir été transférée sur le premier marché de la bourse de Paris, Marionnaud lance sa cinquième levée de fonds depuis sa cotation à la bourse en 1998, pour un montant de 121 millions d'euros. Auparavant l'entreprise avait déjà levé 107 millions d'euros afin de financer l'acquisition d'environ 600 parfumeries. En février 2002, Marionnaud émet des obligations Oceane et lève 172,5 millions d'euros qui lui permettent de se désendetter,.
Fin 2004, des doutes émergent sur la santé financière de Marionnaud,,. À la fin de l'année 2004, Albert Frère, acquiert 5 % du capital.
En 2005, la situation financière est très précaire et  AS Watson, filiale du conglomérat Hutchison Whampoa, lance une offre publique d'achat sur Marionnaud à 21,80 € par action et 69,74 € par obligation convertible. À l'issue de la 1re offre, AS Watson détient 90,69 % du capital de Marionnaud. La société est ensuite retirée de la bourse. L'entreprise est alors en tête sur l'Europe de la distribution de parfums, avec plus d'un quart de part de marché. Mais les plans de licenciement se succèdent en France,.
Après les années 2010, les cadres dirigeants sont chroniquement remplacés par la maison mère qui fait preuve d'un « management autoritaire ». Marionnaud se retrouve en troisième position derrière Sephora et Nocibé, et les pertes s'accumulent. Cherchant à s'orienter principalement vers les grandes marques de luxe, la distribution de produits en marque propre — générateur de marge — ne représente qu'un dixième des ventes contre habituellement un quart dans les enseignes comparables.

## Activité
La part de marché de Marionnaud passe de 23 % à 20 % de 2010 à 2014 en France.
Le groupe emploie plus de 4 000 personnes. Marionnaud est la troisième plus grande chaîne de parfumerie et de cosmétiques en Europe[réf. nécessaire]. En plus des parfums, cosmétiques et produits de soin corporel, l’entreprise vend également des accessoires assortis. Elle propose également des soins dans plus de 250 instituts de beauté en France[réf. nécessaire].

### Organisation et données financières.
Lors de la cession de l'entreprise en 2008, les points de vente sont de nature hétéroclite, de 80 à 1 500 m2, certains sont côte à côte, plus de 20 % sont déficitaires ; plusieurs sont fermés ou rénovés à partir de 2010.
En 2013, ses implantations comptent plus de 1 100 magasins dans treize pays, dont 531 en France. En 2018, l'entreprise est implantée dans 10 pays : la France, l'Italie, l'Espagne, le Portugal, la Suisse, l'Autriche, la Hongrie, le Maroc, la Roumanie, la République Tchèque et la Slovaquie.

### Actionnariat
Depuis 2014, la société n'appartient plus à A.S Watson mais directement à sa maison mère CK Hutchison Holdings. En mai 2018, Li Ka Shing, le dirigeant de CK Hutchison Holdings prend sa retraite.

## Démêlés judiciaires

### Comptabilité et délit d'initié
L'Association de défense des actionnaires minoritaires (« Déminor ») réclame auprès de l'Autorité des marchés financiers (AMF) l'ouverture d'une enquête sur l'information financière et les comptes publiés par Marionnaud sur trois années. L'AMF confirme être en train d'étudier le sujet sans toutefois préciser si une enquête était déjà en cours. Finalement, la commission des sanctions de l'Autorité des Marchés Financiers (AMF) condamne Marcel Frydman et son fils Gérald en novembre 2008,,.

### Entente sur les prix
L'Autorité de la Concurrence a sanctionné en 2006 les distributeurs Marionnaud, Sephora et Nocibé et d'autres sociétés pour s'être entendus entre 1997 et 2000 sur les prix dans la distribution des parfums,.